# Phytoliriomyza viciae
Phytoliriomyza viciae este o specie de muște din genul Phytoliriomyza, familia Agromyzidae, descrisă de Spencer în anul 1969. Conform Catalogue of Life specia Phytoliriomyza viciae nu are subspecii cunoscute.